# المثنى بن لاحق العجلي
المثنى بن لاحق العجلي أحد الصحابة قال عن الطبري: كان أشد الناس على النصارى من بني بكر، بن وائل حين توجه خالد بن الوليد إليهم سنة اثنتي عشرة فكان هو وفرات بن حيان ومذعور بن عدي وسعيد بن مرة مع خالد بن الوليد في تلك الحرب واستدركه بن فتحون. يعد أحد الصحابة من بني عجل.